# Greg Jennings
Gregory "Greg" Jennings, Jr. (* 21. September 1983 in Kalamazoo, Michigan) ist ein ehemaliger US-amerikanischer American-Football-Spieler auf der Position des Wide Receivers. Er spielte zuletzt für die Miami Dolphins in der National Football League (NFL). In der Saison 2010 gewann er mit den Green Bay Packers den Super Bowl XLV, wobei er mit zwei gefangenen Touchdowns maßgeblich zum Erfolg beitrug.

## NFL

### Green Bay Packers
Jennings wurde 2006 als Zweitrunden-Draftpick von den Green Bay Packers verpflichtet. Dort erarbeitete er sich bereits in seiner Rookie-Saison einen Platz als Starting Wide Receiver. Jennings fing insgesamt 45 Bälle für 632 Yards und drei Touchdowns. Bereits in seiner zweiten Spielzeit bei den Packers erzielte er zwölf Touchdowns. 2010 und 2011 wurde er in den Pro Bowl einberufen. Insgesamt fing er für die Green Bay Packers 425 Bälle für 6.537 Yards und erzielte dabei 53 Touchdowns.

### Minnesota Vikings
Zur Saison 2013 verpflichteten die Minnesota Vikings Greg Jennings für fünf Jahre.

### Miami Dolphins
Im Jahre 2015 wechselte er jedoch zu den Miami Dolphins. In dieser Spielzeit fing er nur 19 Pässe für 208 Yards und einen Touchdown und wurde anschließend wieder entlassen.